# Zethus ceylonicus
Zethus ceylonicus är en stekelart som beskrevs av Henri Saussure 1867. Zethus ceylonicus ingår i släktet Zethus och familjen Eumenidae. Inga underarter finns listade i Catalogue of Life.